# Sacy
Sacy foi uma comuna francesa na região administrativa de Borgonha-Franco-Condado, no departamento de Yonne. Estendia-se por uma área de 28,17 km². Em 2010 a comuna tinha 205 habitantes (densidade: 7,3 hab./km²).
Em 1 de janeiro de 2016, passou a formar parte da comuna de Vermenton.